# Фудбалски савез Мађарске
Мађарски фудбалски савез (мађ. Magyar Labdarúgó Szövetség (MLSZ)), је организација која управља фудбалом у Мађарској
Организује и брине о Мађарским фудбалским лигама по правилима ФИФЕ и УЕФА-е и врховно је и водеће тело Фудбалске репрезентације Мађарске.

## Историја
- Мађарски фудбалски савез је основан 19. јануара 1901. године, премда се фудбал већ раније играо и фудбалски тимови су већ постојали Ујпешт Торна (1885), МТК (1988), Ференцварош (1899), Сегедин (1899).
- Прва званична прволигашка утакмица је одиграна 17. фебруара 1901. године између тимова БТЦ-а и БСЦ-а, судија је био Золтан Шпидл (мађ. Speidl Zoltán),
- Први званични првак Мађарске, победник Мађарског купа, је био МТК 1910. године
- Прва званична утакмица репрезентације је била 12. октобра 1902. године против Фудбалске репрезентације Аустрије. Утакмица је одиграна у Бечу а резултат је био 5:0 за Аустријску репрезентацију. То је иначе била и прва званична утакмица и Аустријске репрезентације.
- МЛС је постао чланицом ФИФЕ 1907. године

## Прво првенство
После оснивања у јануару 1901, већ у фебруару је направљена лига. Пријављени тимови су на основу претходних успеха у пријатељским и међународним утакмицама, распоређени у прву и другу групу.
- разред
  -  (Будимпештански гимнастички клуб)
  -  (Универзитетски фудбалски клуб, касније MAFC)
  -  (Мађарско пливачко друштво)
  -  (Ференцварошки гимнастички клуб)
  -  (Будимпештански спортски клуб)
- разред
  - 33 
  -  (Мађарски атлетски клуб)
  -  (Ракошсентмихаљи ШПТ)
  -  (Мађарски фудбалски клуб)
  -  (Ганц-Фабрика вагона ТЛТ)
  -  и  (Новопештанско гимнастичко друштво)

## Најбољи стрелци мађарских првенстава
| Име           | Година  | Утакмица | Голова | (%)  |
| ------------- | ------- | -------- | ------ | ---- |
| Имре Шлосер   | 1906-28 | 301      | 417    | 139% |
| Ференц Суса   | 1940-61 | 462      | 393    | 85%  |
| Ђула Женгелер | 1935-47 | 325      | 387    | 119% |
| Јожеф Такач   | 1920-40 | 355      | 360    | 101% |
| Ференц Пушкаш | 1943-56 | 354      | 357    | 101% |
| Ђерђ Шароши   | 1931-48 | 383      | 351    | 92%  |
| Ђула Силађи   | 1943-60 | 390      | 313    | 80%  |
| Ференц Деак   | 1944-54 | 238      | 305    | 128% |
| ференц Бене   | 1960-78 | 418      | 303    | 72%  |
| Геза Толди    | 1928-46 | 324      | 271    | 84%  |